# Stephen Lindholm
Bernt Stephen Lindholm, född 27 december 1954 i Solna i Stockholms län, är en svensk journalist och tidigare barnskådespelare.
Stephen Lindholm är journalist på tidningen Kommunalarbetaren sedan mitten av 1980-talet. Han var tidigare ordförande i Journalistförbundets Yttrandefrihetsgrupp och med i förbundsstyrelsen perioderna 1989–1998 och 2008–2018. På 1960-talet spelade han Pelle i Vi på Saltkråkan.
Lindholm är styvfar till TV-kocken Leila Lindholm, och är bosatt i Saltsjö-Boo.

## Filmografi
- 1964 – Vi på Saltkråkan (TV-serie) - Pelle Melkersson
- 1964 – Tjorven, Båtsman och Moses - Pelle Melkersson
- 1965 – Tjorven och Skrållan - Pelle Melkersson
- 1966 – Tjorven och Mysak - Pelle Melkersson
- 1967 – Skrållan, Ruskprick och Knorrhane - Pelle Melkersson